# Mikroregion Ribeirão Preto

Mikroregion Ribeirão Preto

Mikroregion Ribeirão Preto – mikroregion w brazylijskim stanie São Paulo należący do mezoregionu Ribeirão Preto.

## Gminy
- Barrinha
- Brodowski
- Cravinhos
- Dumont
- Guatapará
- Jardinópolis
- Luís Antônio
- Pontal
- Pradópolis
- Ribeirão Preto
- Santa Rita do Passa Quatro
- Santa Rosa de Viterbo
- São Simão
- Serra Azul
- Serrana
- Sertãozinho